# 兰斯·亨利克森
兰斯·詹姆斯·亨利克森（英語：Lance James Henriksen，1940年5月5日—），美国演员和艺术家，最为观众所熟知的电影和电视剧角色为在科幻小说、动作和恐怖电影中的《异形》电影系列，以及主演的电视影集《法眼奇案》等。亨利克森也是一个配音演员；注意他声音的特点是深沉，有威严的嗓音。

## 影視作品

### 電影
- 《天魔2》（'DAMEIN - OMEN II', 1978年）
- 《魔鬼終結者》（The Terminator, 1984年）
- 《異形2》（Aliens, 1986年）
- 《異形3》（Alien 3, 1992年）
- 《終極標靶》（Hard Target, 1993年）
- 《幽靈船：神出鬼沒》（Lost Voyage, 2001年）
- 《異形戰場》（Alien vs. Predator, 2004年）
- 《養鬼吃人8：地獄世界》（Hellraiser: Hellworld, 2005年）

### 電子遊戲
- 《底特律：變人》（ Detroit: Become Human , 2018年）
- 《獵逃驚魂》 (The Quarry , 2022年)